# هیلاری لیند
هیلاری لیند (انگلیسی: Hilary Lindh؛ زادهٔ ۱۰ مهٔ ۱۹۶۹) اسکی‌باز آلپاین اهل ایالات متحده آمریکا است.